# Il est bel et bon
Il est bel et bon est une œuvre de Pierre Passereau, publiée en 1534 pour quatre voix. Cette musique profane comporte un tempo rapide et adaptée à de nombreuses reprises depuis.